# Stuhleck
Stuhleck (1782 m n.p.m.) – najwyższa góra w pasmie Randgebirge östlich der Mur w Alpach Wschodnich. Leży w Austrii w kraju związkowym Styria. Na szczycie znajduje się schronisko Alois-Günthera. Pomiędzy miejscowościami Rettenegg i Steinhaus am Semmering, od przełęczy górskiej Pfaffensattel (1372 m n.p.m.) w kierunku szczytu prowadzi nieasfaltowana, otwarta tylko latem, płatna droga.
Stuhleck był pierwszą górą Austrii zdobytą zimą na nartach. W lutym 1892 roku Toni Schruf, hotelarz z Mürzzuschlag, Max Kleinoscheg, producent szampana i Walther Wenderich, pracownik poczty, wyszli na szczyt. Ich wyczyn zapoczątkował rozwój regionu wokół Semmering jako ośrodka sportów zimowych.
Dzisiaj na stronie zachodniej Stuhleck od miejscowości Spital am Semmering aż po sam szczyt znajdują się wyciągi narciarskie. Jest jednym z najbardziej odwiedzanych regionów narciarskich Austrii, miejsce jednodniowych wypadów narciarskich mieszkańców Wiednia, Dolnej Austrii, Styrii i Węgier. Stuhleck znajduje się około godzinę jazdy samochodem z Wiednia.